# خیابان حمرا (بیروت)

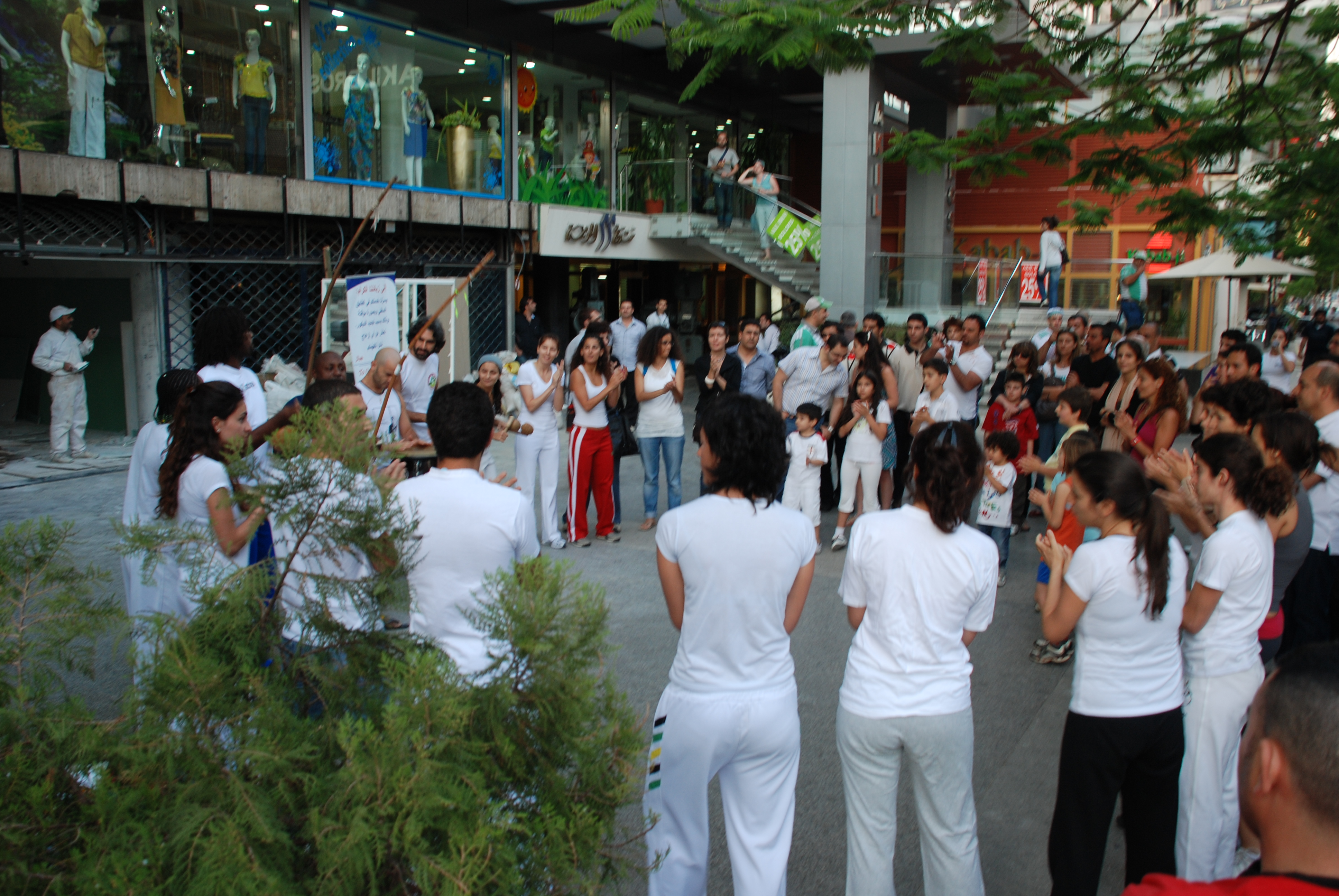
نمایی از دورهمی مردم عادی بیروت در خیابان حمرا - ۲۰۱۰

خیابان حمرا (به عربی: شارع الحمراء‎‎) یکی از خیابان‌های اصلی بیروت، پایتخت لبنان و یکی از مراکز تجاری و دیپلماتیک شهر است 
و میزبان تعداد زیادی کافه و سالن تئاتر است و در دهه‌های ۱۹۶۰ و ۱۹۷۰ میلادی مرکز فعالیت روشنفکران، نویسندگان، هنرمندان و حتی اهالی سیاست بوده است. امروزه این خیابان منطقه‌ای تجاری است با دانشگاه‌ها، هتل‌ها، آپارتمان‌های مجهز، کتابخانه‌ها، رستوران‌ها و کافه‌ها است.